# Бартломей Геберля
Бартоломей Геберла (пол. Bartłomiej Heberla; нар. 19 червня 1985, Рибник) – польський шахіст і шаховий тренер (Тренер ФІДЕ від 2012 року) , гросмейстер від 2006 року.

## Шахова кар'єра
Багаторазовий призер чемпіонату Польщі серед юніорів: золотий (Закопане 2001 - до 16 років)
тричі срібний (Замость 1999 - до 14 років, Вісла 2000 - до 16 років і Сьрода-Великопольська 2005 - до 20 років), а також бронзовий (Ярнолтовек 2003 - до 20 років). У 1999 і 2001 роках двічі ставав чемпіоном Польщі серед юніорів з бліцу. В 2003 року виграв у Балатонлелле дві срібні медалі на командній першості Європи до 18 років (у командному заліку, а також в особистому заліку на 4-й шахівниці). Того ж року поділив 1-2-ге місце (разом з Якубом Чаконом і Володимиром Маланюком) на турнірі за швейцарською системою в Кошаліні. У 2004 році переміг на турнірі open у Поляниці-Здруй, а також посів 2-ге місце (позаду Александера Місьти) на регулярному турнірі open в Оструді. Рік по тому на турнірі в Оструді переміг одноосібно. У 2006 році посів 1-ше місце в Маріанських Лазнях, а також у Кракові дебютував у фіналі чемпіонату Польщі (посівши 6-те місце). Переміг у розіграному наприкінці року в Люблінеці півфіналі чемпіонату Польщі. 2007 року вдруге виступив у фіналі чемпіонату країни, який відбувся в Ополе і виграв у складі клубу Hetman Katowice титул клубного чемпіона Польщі, цей успіх повторивши у 2008 році. 2008 року переміг також на трьох міжнародних турнірах, зіграних у Дрездені (турнір 17. ZMD Open) і Баня-Луці. 2009 року поділив 1-ше місце у Ле-Туке (разом з Жан-Ноелом Ріффом і Юрієм Вовком). 2010 року поділив 1-ше місце (разом із, зокрема, Бояном Кураїцою, Лазаро Брузоном і Камілом Мітонєм) у Сан-Кристобаль-де-ла-Лагуні, здобув у Мислібужі титул чемпіона Польщі з бліцу, а також переміг на турнірі WSB CUP - GM у Вроцлаві. 2012 року переміг (разом з Маріаном Петровим на турнірі open, який відбувся на Мальті. 2013 року посів 2-ге місце (позаду Александра Фієра) на меморіалі Георгія Трінгова в Пловдиві.
2014 року обіймав посаду тренера чоловічої збірної Мальти під час шахової олімпіади у Тромсе.
Найвищий рейтинг Ело в кар'єрі мав станом на 1 червня 2014 року, досягнувши 2578 очок займав тоді 13-те місце серед польських шахістів.

## Інше
8 серпня 2008 року по дорозі на турнір потрапив у залізничну катастрофу в місті Студенка, внаслідок якої 7 осіб загинули та 67 отримали поранення. Попри те, що він подорожував у першому, найбільш зруйнованому вагоні, не отримав серйозних травм і того самого дня покинув лікарню.

## Зміни рейтингу
| На цьому місці має відображатися графік чи діаграма, однак з технічних причин його відображення наразі вимкнено. Будь ласка, не видаляйте код, який викликає це повідомлення. Розробники вже працюють для того, щоби відновити штатне функціонування цього графіка або діаграми. | |
| | На цьому місці має відображатися графік чи діаграма, однак з технічних причин його відображення наразі вимкнено. Будь ласка, не видаляйте код, який викликає це повідомлення. Розробники вже працюють для того, щоби відновити штатне функціонування цього графіка або діаграми. |